# Eveleth

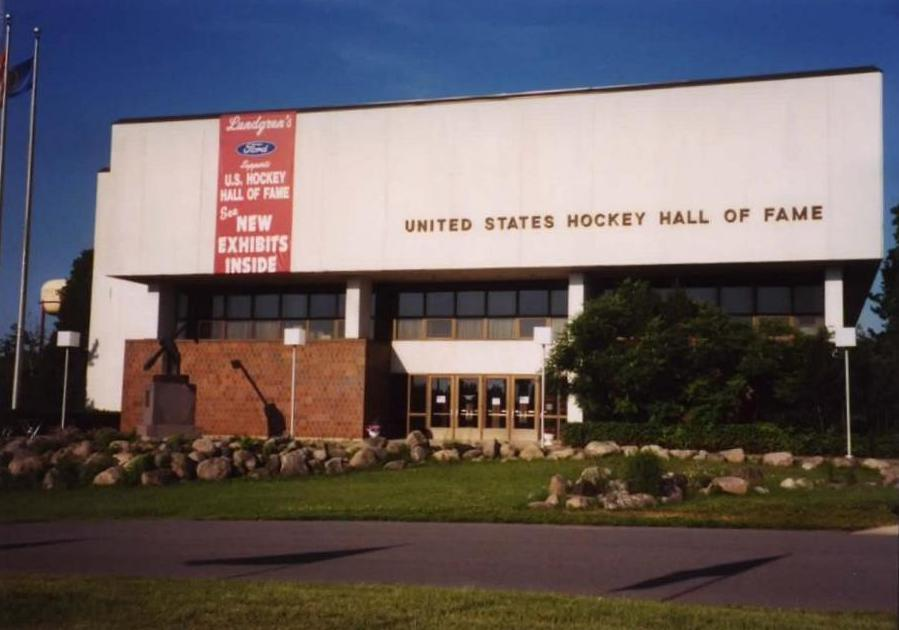
United States Hockey Hall of Fame

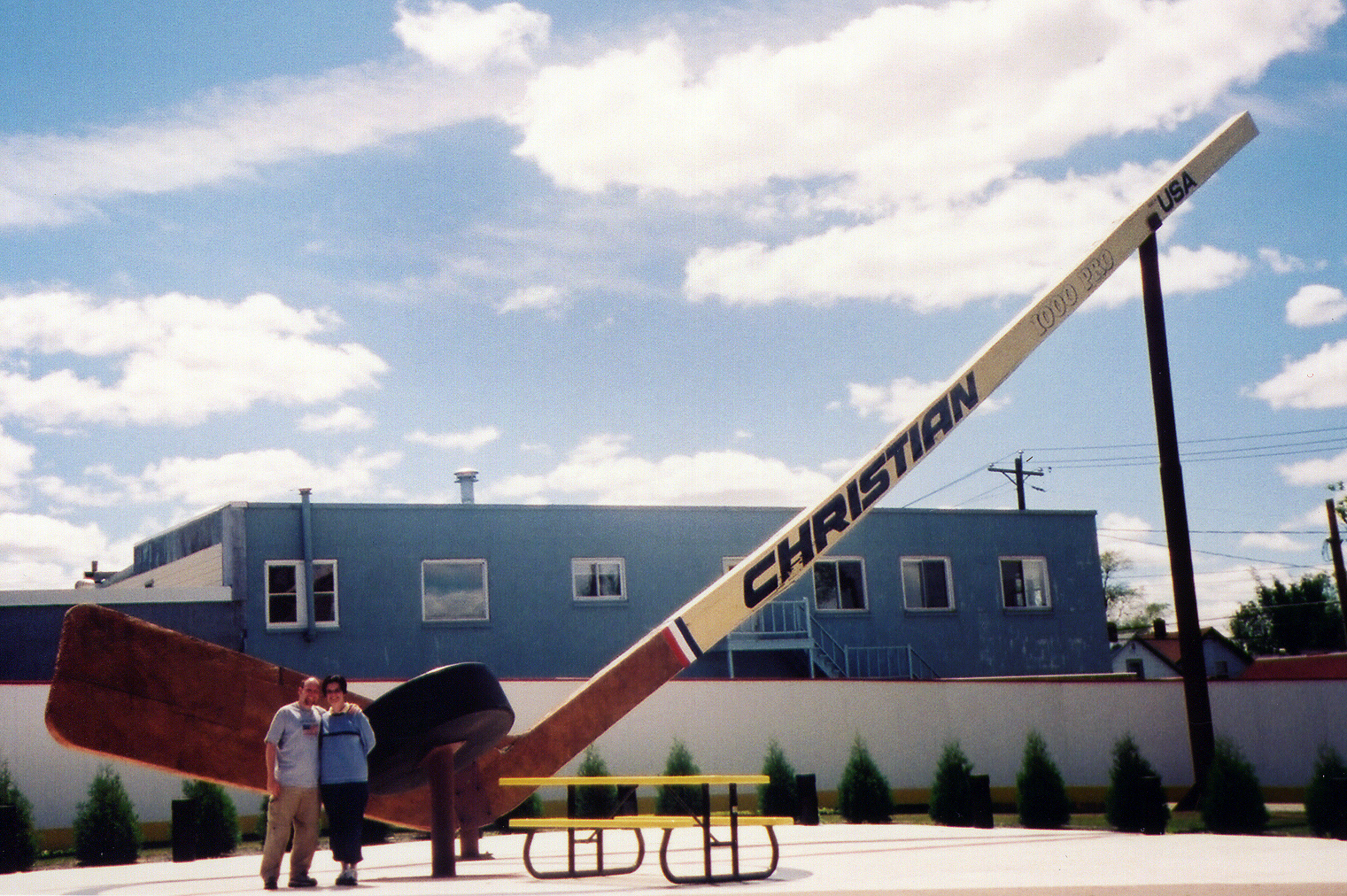
Überdimensional großer Eishockeyschläger in Eveleth

Eveleth ist eine Stadt im St. Louis County im Nordosten des US-Bundesstaates Minnesota. Sie liegt in der Bergbauregion Mesabi Range und hatte 2020 laut US Census Bureau 3.493 Einwohner.

## Geografie
Eveleth liegt rund 80 Kilometer nordwestlich von Duluth an der U.S. Route 53. Nach Angaben des United States Census Bureau beträgt die Fläche der Stadt 16,8 Quadratkilometer, davon 0,4 Quadratkilometer Wasserflächen.

## Geschichte
Eveleth wurde 1892 nach der Entdeckung der Eisenerzvorkommen in der Region gegründet. Drei Jahre später wurden weitere Eisenerzvorkommen unterhalb der Siedlung entdeckt. Um die Erschließung möglich zu machen, musste 1900 das komplette Dorf um mehrere Kilometer versetzt werden. Von 1900 bis 1910 wuchs die Bevölkerungszahl von 2.752 auf 7.036 Einwohner. Im Jahr 1902 bekam Eveleth das Stadtrecht verliehen. Auch wenn der Abbau von Eisenerz in der Region nach dem Zweiten Weltkrieg an Bedeutung verlor, so ist er immer noch größter Wirtschaftsfaktor der Stadt.
2002 stürzte ein im Landeanflug auf den Flugplatz Eveleth befindliches Flugzeug über einem Waldgebiet nahe der Stadt ab. Unter den acht Todesopfern war auch der US-Senator Paul Wellstone.

### Bevölkerungsentwicklung
| 1970  | 1980  | 1990  | 2000  | 2020  |
| ----- | ----- | ----- | ----- | ----- |
| 4.721 | 5.042 | 4.064 | 3.865 | 3.493 |

## Demografische Daten
Nach der Volkszählung im Jahr 2000 leben in Eveleth 3865 Menschen in 1717 Haushalten und 971 Familien. Die Bevölkerungsdichte beträgt 235,7 Einwohner pro Quadratkilometer. Ethnisch betrachtet setzt sich die Bevölkerung aus 96,5 Prozent weißer Bevölkerung sowie kleineren Minderheiten zusammen.
In 26,8 % der 1717 Haushalte leben Kinder unter 18 Jahren, in 40,4 % leben verheiratete Ehepaare, in 11,8 % leben weibliche Singles und 43,4 % sind keine familiären Haushalte. 38,1 % aller Haushalte bestehen ausschließlich aus einer einzelnen Person und in 16,2 % leben Alleinstehende über 65 Jahre. Die durchschnittliche Haushaltsgröße liegt bei 2,14 Personen, die von Familien bei 2,80.
Auf die gesamte Stadt bezogen setzt sich die Bevölkerung zusammen aus 21,6 % Einwohnern unter 18 Jahren, 8,6 % zwischen 18 und 24 Jahren, 26,5 % zwischen 25 und 44 Jahren, 22,2 % zwischen 45 und 64 Jahren und 21,1 % über 65 Jahren. Der Median beträgt 41 Jahre. Etwa 54,3 % der Bevölkerung ist weiblich.
Der Median des Einkommens eines Haushaltes beträgt 27.736 USD, der einer Familie 37.069 USD. Das Pro-Kopf-Einkommen liegt bei 16.635 USD. Etwa 15,4 % der Bevölkerung und 10,6 % der Familien leben unterhalb der Armutsgrenze.

## Sehenswürdigkeiten
- Die United States Hockey Hall of Fame hat ihren Sitz in Eveleth.

## Wirtschaft
Eveleth liegt in der eisenerzreichen Mesabi Range. Cleveland-Cliffs betreibt in Eveleth die United Taconite-Mine.

## Söhne und Töchter der Stadt
- Frank Brimsek (1913–1998), Eishockeytorwart
- John Mariucci (1916–1987), Eishockeyspieler, -trainer und -manager
- Serge Gambucci (1923–2014), Eishockeyspieler und -trainer
- Andre Gambucci (1928–2016), Eishockeyspieler und -schiedsrichter
- John Matchefts (1931–2013), Eishockeyspieler und -trainer
- Nick Begich (1932–1972), Politiker
- Willard Ikola (1932–2025), Eishockeytorwart und -trainer
- John Mayasich (* 1933), Eishockeyspieler und -trainer
- Mark Pavelich (1958–2021), Eishockeyspieler
- Peter Michael Muhich (1961–2024), römisch-katholischer Geistlicher, Bischof von Rapid City